# شوهي تاكيدا
شوهي تاكيدا (باليابانية: 武田 将平) (4 أبريل 1994 في كاناغاوا في اليابان – )؛ هو لاعب كرة قدم كان يلعب كلاعب وسط.

## وصلات خارجية
- شوهي تاكيدا على موقع رابطة كرة القدم اليابانية للمحترفين (اليابانية)
- شوهي تاكيدا على موقع قاعدة بيانات كرة القدم.إي يو (الإنجليزية)
- شوهي تاكيدا على موقع Soccerway.com (الإنجليزية)
- شوهي تاكيدا على موقع عالم كرة القدم.نت (الإنجليزية)